# Deutsche Schiff- und Maschinenbau
Deutsche Schiff und Maschinenbau Aktiengesellschaft (abreviado Deschimag ) fue un consorcio formado por ocho astilleros alemanes en el período de 1926 a 1945. Sus fines e intenciones eran coordinar y concentrar las actividades de los astilleros para lograr una mayor eficiencia y fortalecer su posición de mercado. Los astilleros AG Weser en Bremen fueron la empresa líder. .

## Historia
Deschimag se fundó en 1926 cuando influyentes comerciantes y banqueros de Bremen decidieron establecer un consorcio de grandes empresas de construcción naval alemanas bajo el liderazgo del astillero AG Weser. La intención era coordinar y concentrar las actividades de los astilleros alemanes para lograr una mayor eficiencia, pero no menos importante, consiguió sostener al astillero AG Weser de Bremen durante la crisis económica y financiera de 1928-1930. Si bien las empresas de construcción naval más grandes de Alemania como Blohm & Voss y Bremer Vulkan AG debido a su sólida posición en el mercado en ese momento (1926) no estaban interesadas en esta cooperación, ocho grandes astilleros alemanes se fusionaron:
AG Weser, Bremen
(cerrado en 1983)
Vulkan-Werke Hamburg AG, Hamburgo
(vendida en 1930 a Howaldtswerke-Deutsche Werft, Kiel )
Joh. C. Tecklenborg AG, Geestemüde
(cerrado en 1928)
AG Vulcan-Werke Stettin Stettin
(cerrado en 1928)
G. Seebeck AG, Geestemünde
(fusión en 1988 con Schichau Seebeckwerft; cerrado en 2009)
AG Neptun Werk, Rostock
(en 1945 Schiffswerft Neptun Rostock (RDA); desde 1997  Neptun Werft GmbH Papenburg
Nüscke & Co. AG, Stettin y Grabow
(quiebra en 1928)
Frerichswerft AG, Einswarden
(cerrado en 1935; reconvertido para la producción de aviones como Weser Flugzeugbau)
Deschimag se convirtió en la mayor empresa de construcción naval de Alemania con aproximadamente 15 000 operarios, lo que representaba aproximadamente el 28% del total de la fuerza laboral de la industria de construcción naval alemana en aquel momento. Pero en los años siguientes debido a la gran recesión económica en Alemania, la mayoría de estas empresas se cerraron, se declararon en quiebra o se vendieron a otras empresas (véase más arriba). Al menos solo AG Weser y Seebeckwerft sobrevivieron a este proceso de concentración y reducción de las capacidades de construcción naval. En 1941, Krupp , en aquel momento el más importante conglomerado alemán de ingeniería y armamento, adquirió una participación mayoritaria en ambos astilleros.
Mientras AG Weser concentró sus actividades en la construcción de buques mercantes con una cantidad cada vez mayor de buques de guerra más tarde, Seebeck construyó solo buques más pequeños y se concentró en el mantenimiento y reparación de buques.
Debido a la diversificación y la creación de nuevos puestos de trabajo, Deschimag también se diversificó; en 1933 se fundó Weser Flugzeugbau GmbH, (abreviado Weserflug) para la construcción de componentes de aeroplanos, y más tarde construir y ensamblar unidades completas en diferentes lugares de Alemania; uno de ellos fue la antigua empresa "madre", el astillero Frerichswerft AG en Einswarden. En 1936 Weserflug se desvinculo de Deschimag y se convirtió en una empresa independiente, llegando a ser el cuarto fabricante de aviones más grande de Alemania durante la Segunda Guerra Mundial, pero únicamente como licenciatario de otras compañías de aviones, principalmente Dornier Flugzeugwerke, Focke-Wulf  y Junkers.
Deschimag se disolvió al finalizar la guerra, sin embargo, los astilleros AG Weser y Seebeck AG sobrevivieron y continuaron en la construcción naval. Sin embargo, debido a una mala gestión y a las respuestas insatisfactorias y demasiado tardías a las demandas del mercado, AG Weser fue declarada en quiebra en 1983 y las operaciones se cerraron mientras el astillero Seebeck se convirtió en parte de Bremer Vulkan. Más tarde, en 1988, se fusionó con Schichau Werke para formar SSW Schichau Seebeck Shipyard GmbH que cerró sus gradas en 2009.

## Buques destacados construidos
AG WESER

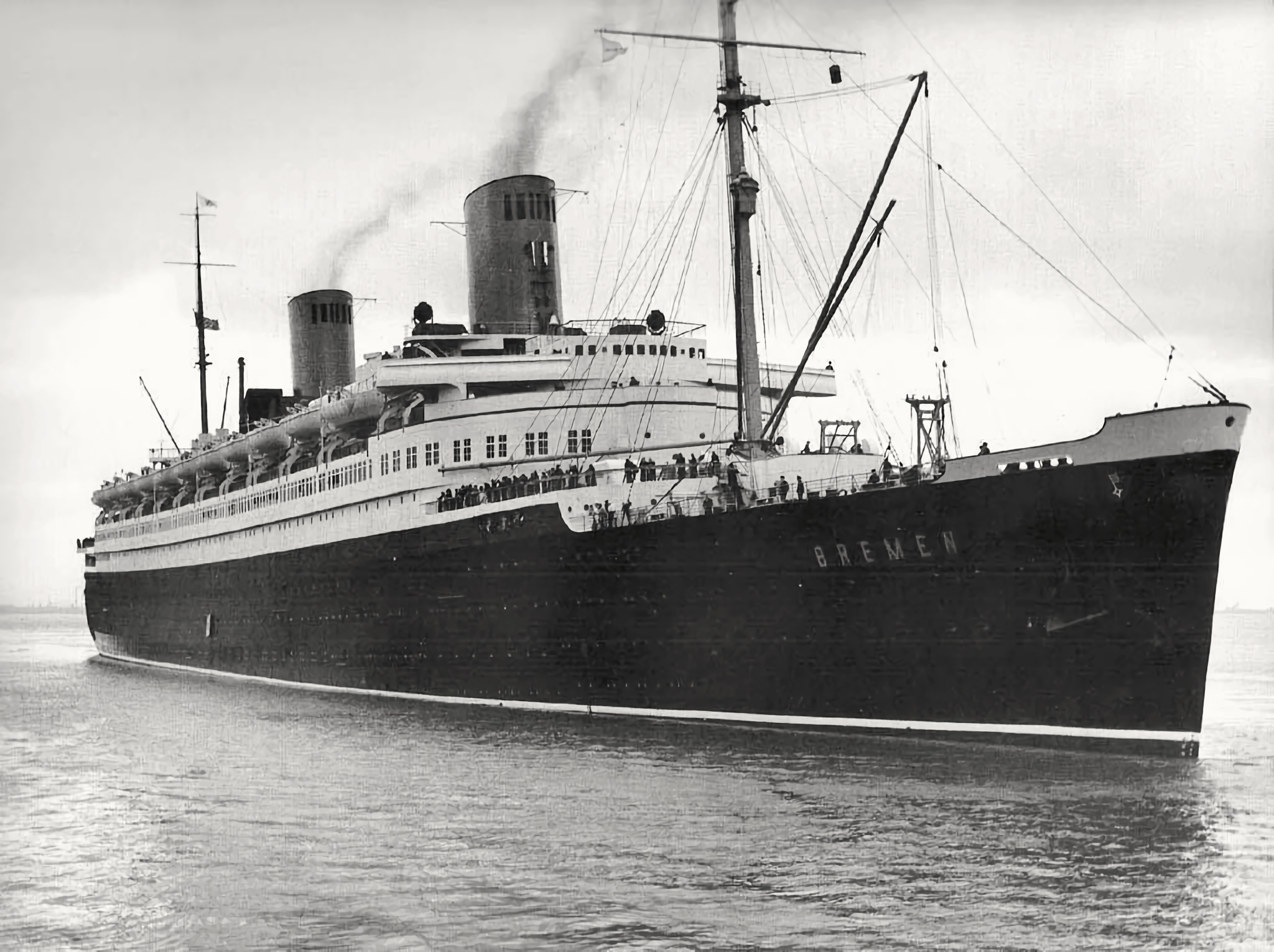
SS Bremen (1929)

- 1929 SS Lichtenfels (7 457 tb): buque de carga pesada para DDG Hansa (Deutsche Dampfschiffahrts-Gesellschaft Hansa). Se utilizó para transportar locomotoras a la India. Hundido en Massawa. Mar Rojo en 1941. [1]
- 1929: transatlántico (51 656 tb) Bremen para Norddeutscher Lloyd. Ganó la Banda Azul (Blue Riband) en 1929 y 1933 otorgada a la travesía más rápida del Atlántico (ruta Norte).
- 1935: transatlántico (18 184 tb) con transmisión turbo eléctrica Scharnhorst para Norddeutscher Lloyd. Reconstruido como portaviones japonés Shin'yō
- 1935: transatlántico propulsado por turbinas de engranajes reductores convencionales Gneisenau (18 160 TRB) para Norddeutscher Lloyd.

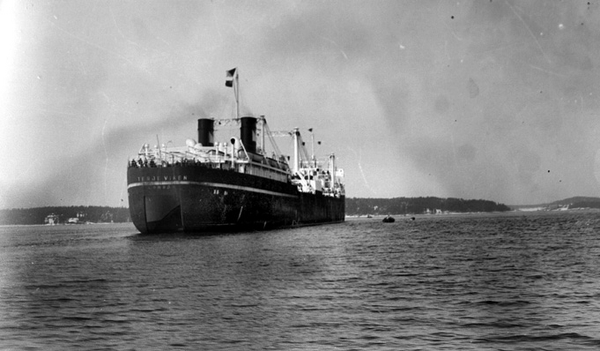
Buque factoría ballenero de United Whalers Terje Viken (1936)

- 1936: buque factoría de ballenas Terje Viken para United Whalers Ltd. Londres. El buque factoría más grande del mundo (20 638 tb)[3]
- 1937: buque factoría ballenero de 21 846 tb Unitas para la empresa Unilever; se convirtió en 1957 en el japonés Nisshin Maru II.[4]
- 1937: buque mercante Kandelfels para DDG Hansa. En la II Guerra Mundial se convirtió en el Handelsstörkreuzer 5 (Crucero de Interferencia Comercial 5) Pinguin (HSK 5)
- 1938: buque mercante Ems para Norddeutscher Lloyd. Reconvertido en el Handelsstörkreuzer 7 Komet (HSK 7)

Buques de guerra para la Kriegsmarine
Destructores (Zerstörer)

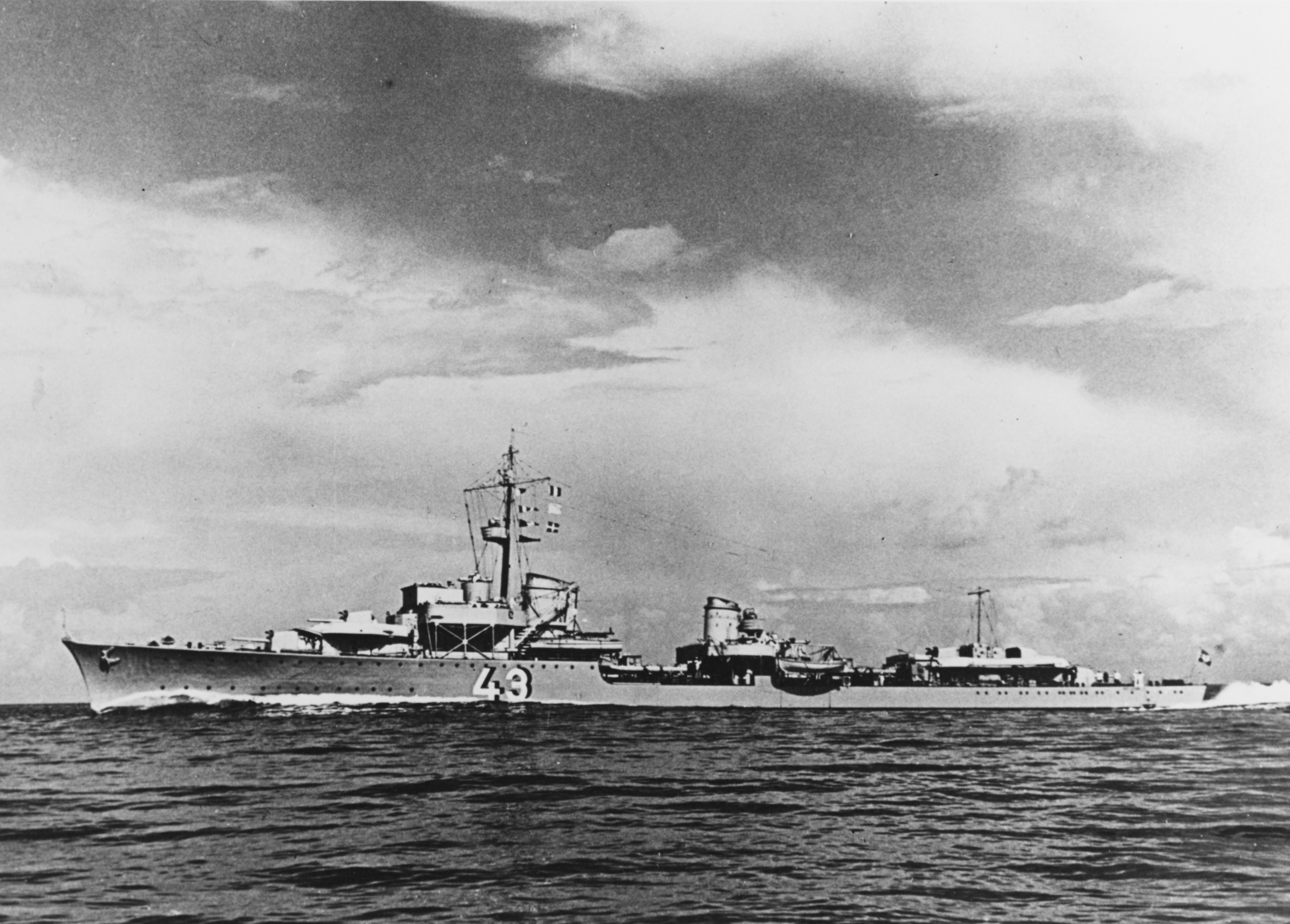
Destructor Tipo 1936; (Clase Z17) Z21 Wilhelm Heidkamp

- 1935-1938: cuatro Tipo 1934a (Clase Z5); unidades Z5 - Z8
- 1936-1939: seis Tipo 1936;  (Clase Z17);unidades Z17 - Z22
- 1938-1941: ocho Tipo 1936A (Clase Z23); unidades Z23 - Z30
- 1940-1943: cuatro Tipo 1936A (Mob); unidades Z31 - Z34
- 1941-44: tres Tipo 1936B; unidades Z35, Z36 y Z43[5]

Otros (cruceros y submarinos)
- 1939, crucero pesado de la Clase Admiral Hipper Seydlitz; 95% completado, reconstrucción prevista como portaaviones auxiliar cancelada.
- 1939, crucero Lützow de la Clase Admiral Hipper; sin finalizar, casco vendido a la Unión Soviética, renombrado  Petropavlovsk y luego Tallin
- 162 U-boote de los tipos VII, IX y XXI
- G. Seebeck AG, 16 submarinos